# Dongba
Con il nome Dongba (lingua naxi: ²dto¹mba, cinese: 东巴S, Dong BaP) si intende principalmente sia la tradizione religiosa e sciamanica dei Naxi di Lijiang, sia il sacerdote stesso di tale religione.
Per quanto concerne la tradizione religiosa, essa risulta essere un insieme di tradizioni appartenenti alla cultura del popolo Naxi, concentrato oggi fondamentalmente nella città di Lijiang - Yunnan, Cina, nella zona circostante, ed in altre zone adiacenti del Tibet e della provincia dello Sichuan, mentre per quanto concerne il sacerdote sciamano, egli è la figura centrale di tutta la parte "pratica" della religione Dongba, ed adempie alle cerimonie proprie della suddetta tradizione, si dedica alla compilazione dei manoscritti che recita cantando e danzando nei rituali specifici.
I termine Dongba dunque è un nome polivalente, ma i suoi significati e le sue accezioni non si limitano alle due appena accennate, e ne contempla altre che possono essere riassunte e schematizzate come segue:
- Dongba come sistema di scrittura pittografica utilizzata per la produzione di manoscritti religiosi,
- Dongba come una tipologia di danza, musica e canto direttamente derivata dall'esecuzione delle cerimonie religiose della medesima tradizione[1]
- Dongba come tipologia artistica sacra antica, espressa nella realizzazione di affreschi murali come l'importantissimo ciclo di affreschi del tempio di Baisha, nella produzione di Tanka, nella produzione di tavolette lignee votive dipinte, nella produzione di manoscritti illuminati.[2]
- Dongba come tipologia artistica moderna e contemporanea che si esprime nella pittura, nella scultura e nella calligrafia conosciuta anche come Scuola d'arte Moderna Dongba[2],
- Dongba come produzione artigianale ispirata o direttamente copiata dalle iconografie artistiche della tradizione religiosa sciamanica.

Quest'ultimo aspetto, tuttavia, è ampiamente dibattuto poiché non è chiaro se questo tipo di espressione artistica possa essere considerata come 'genuinamente Dongba', poiché nella produzione dei manufatti è in molti casi evidente che sia stata attuata una mera copia dei motivi iconografici Dongba, senza tuttavia conoscenza dei motivi iconologici e i significati profondi che sussumono e condizionano le altre espressioni artistiche Dongba.
Malgrado oggi sia la tradizione Dongba (ed in questo caso ad intendere ogni significato del termine nella sua polivalenza) sia la minoranza etnica Naxi ed il popolo Moso (o Moso) siano al centro di un sempre crescente interesse da parte di studiosi, non vi è molta bibliografia specifica su entrambi gli "argomenti", e quella che è stata scritta, spesso non è facilmente reperibile, soprattutto contando che una buona parte della documentazione è in lingua cinese.

## Introduzione

### Studi sull'etnia Naxi e sulla tradizione Dongba
Nel corso degli anni gli studiosi della nazionalità Naxi e del popolo Moso hanno formulato diverse ipotesi per identificare le origini e per ricostruire la storia antica delle due etnie, e le teorie principali elaborate possono essere raggruppate in tre filoni di pensiero principali:
- I Naxi si originarono dai Maoniu e dalla confederazione tribale di Zao[5]
- I Naxi sono i discendenti delle tribù di cultura Bai Lang[6],
- I Naxi giunsero a Yongning nel 24 d.C. e si originarono da tribù di cultura Mosuo[7]

Così come suggerito dal recente studio monografico sui Naxi di Christine Matthieu, l'analisi accurata della documentazione storica e letteraria disponibile, nonché dei dati archeologici, linguistici ed antropologici palesa l'insufficienza e l'inadeguatezza di ciascuna singola teoria, poiché nessuna di essa riesce a fornire descrizioni e spiegazioni esaustive sulla genesi Naxi/Mosuo, e dover scegliere tra l'una o l'altra ipotesi risulterebbe sempre una scelta limitata, con cui non si potrebbero mai descrivere a pieno tutte le caratteristiche principali della formazione della matrice etnica, culturale, linguistica, religiosa, artistica, ecc.., che sussume alla nazionalità Naxi ed alla popolazione Mosuo storica ed odierna.
Ciascuna delle tre ipotesi, parzialmente esauriente, non riesce a motivare né le cause che hanno portato alla diversificazione delle due popolazioni, né risulta esauriente nel descrivere i processi che portarono alla differenziazione tra Naxi e Mosuo delle rispettive organizzazioni sociali, delle tradizioni, ed all'interno dello stesso popolo Naxi del fenomeno della rivendicazione in certi centri di origini storiche diverse, così fortemente sentite dalle comunità.
Da ciascuno dei modelli storici non è poi possibile estrarre i dati su cui documentare quali, e quante possano essere state le influenze che portarono alla formazione delle tradizioni Daba (Moso) e Dongba (Naxi), nonché l'introduzione, l'utilizzo e la trasformazione della scrittura pittografica Dongba e sillabica Geba per i Naxi, ed dall'altro lato, all'assenza di una tradizione religiosa manoscritta Daba/Mosuo, sebbene negli ultimi anni sia stato dimostrato che questi ultimi utilizzino o abbiano utilizzato nel corso della storia un piccolo corpus di pittogrammi per l'esecuzione di riti divinatori.

### La questione matriarcale e l'adozione dei modelli Han
Nessuna delle tre ipotesi storiche precedentemente accennate risulta davvero esauriente se presa singolarmente, perché prima di tutto non contemplano tutte le caratteristiche del popolo e della cultura Naxi e della tradizione Dongba, e poi perché non vi è l'apporto di una documentazione precisa su cui basare e da cui dedurre le proprie teorie, specialmente che illustrino quali siano stati i processi antropologici sociali e politici che hanno portato al giorno d'oggi alla struttura patriarcale presso i Naxi ed alla sopravvivenza, in alcuni centri Mosuo, di particolari modelli sociali in cui la donna si trova al centro dell'economia familiare e dove vi è libertà di coppia, dove si pratichi il modello matrimoniale detto "Walking Marriage".
Soffermandosi su quest'ultimo tema, sarebbe stato auspicabile almeno in uno dei tre modelli teorici, poter studiare un tentativo di ricostruzione storica soddisfacente inerente anche alla genesi Naxi/Mosuo, con la messa in luce dell'esistenza o meno di una documentazione su cui poter discutere dell'eventuale esistenza, anche partendo dal Neolitico, di evidenze archeologiche inerenti all'esistenza, alla sopravvivenza e alla trasmissione di un'organizzazione sociale matriarcale o matrilineare, e questa fase preliminare avrebbe poi dovuto riferirsi sia alla storia dei Mosuo per cercare di comprendere quali siano le fasi storiche che hanno portato quel popolo alla situazione dei Moso nostri contemporanei, sia per gli antichi Naxi, cercando di documentare e discutere di quali siano stati i processi storici e sociali che dovettero portare all'abbandono dei modelli sociali locali matriarcali verso l'adozione di dei modelli Han. In parole povere, sarebbe necessario documentare tramite tracce archeologiche o documenti storici, per lo meno per quanto riguarda lo Yunnan settentrionale, elementi che possano costituire incontrovertibili evidenze storiche dell'esistenza di nuclei sociali matriarcali antichi, da cui discutere e studiare la questione Naxi e la questione Moso come due "destini" diversi di una stessa tradizione.
Ad esempio, sapendo della pratica dei matrimoni incrociati e combinati fra tribù, si potrebbe individuare così quale sia stato "lo strumento" per la diffusione di questo o quel modello sociale matriarcale, o descrivere dove e come possa essere avvenuta una minor cinesizzazione dei gruppi umani.
Altro argomento fondamentale che potrebbe essere riletto sulla base di una documentazione storica precisa del matriarcato a Lijiang e nello Yunnan settentrionale consiste nella questione dell'impatto dell'adozione del modello sociale matrimoniale Han diffuso o imposto nella regione, fenomeno al quale viene legato il suicidio 1Yu 2vu e la rapida crescita di richiesta di sciamani Dongba per poter adempiere alle necessarie cerimonie per la purificazione ed il riscatto delle anime dei morti suicidi; per quanto si possa pensare verosimile questo collegamento, non vi è di nuovo nessun riferimento ad evidenza storica che documenti la previa esistenza presso i Naxi e nella regione di Lijiang di un preciso nucleo sociale matriarcale.
Eppure episodi di matriarcato nella Cina sin dall'epoca preistorica e dal Neolitico sono noti dalle fonti archeologiche, e consistono in una serie di tipologie sepolcrali che documentano l'esistenza di una classe sociale stratificata in cui le tombe delle donne erano le uniche sepolture dotate di corredo funebre, e le inumate assumevano posizione centrale nelle necropoli, e questo dato archeologico è indice del ruolo elitario delle donne nella società dell'epoca.
Fonti storico-archeologiche hanno messo in luce durante il Neolitico, prima della dinastia Xia e Shang, dal 5000 al 3000 a.C. circa, in alcune regioni della Cina, tracce di un modello sociale matriarcale, Mu Xi Shi Zu 母系氏族, così come le evidenze archeologiche relative alle culture sviluppatesi lungo il bacino dello 黃河 HuangHe, e più precisamente alle culture di 半坡BanPo, 仰韶文化 YangShao, 馬家窯文化 MaJiaYao, 河姆渡文化 HeMuDu.
Le cronache storiche Tang riportano in epoca storica l'esistenza di due Nu Guo, di cui Dong Nu Guo, il regno delle donne orientale, sito ai confini delle regioni di Yongning (Mosuo contemporanei) e Lijiang (Naxi contemporanei), e basato sul matriarcato, dunque sembra lecito ipotizzare l'esistenza ed il flusso di un modello matriarcale in questa regione, e diviene anche abbastanza spontaneo collegare il fenomeno Dong Nu Guo agli antichi Naxi ed ai Mosuo.
Anche se i Naxi oggi non presentano una società matriarcale, alcune testimonianze di un passato molto recente, come quelle di Joseph Rock e Peter Goullart, hanno documentato che presso i Naxi esistesse un modello sociale familiare basato sulla libertà di coppia e sull'eredità del nome di famiglia dalla linea materna e non paterna.
Dong Nu Guo, dal mio punto di vista interpretabile non come un regno preciso avente un popolo e dei confini precisi, ma come un modello sociale di congregazioni tribali matriarcali, allora potrebbe essere contemplato tra quegli apporti culturali che contribuirono alla genesi del popolo Naxi/Mosuo, anche se presso i Naxi, questo modello sociale oggi non è più presente a causa dei diversi sviluppi storici e culturali che modificarono radicalmente la loro società, a causa di un ingente processo di cinesizzazione.
L'apporto della cultura Han, l'adozione e la fusione nel corso della storia di alcuni elementi culturali, filosofici e religiosi, nonché l'imposizione forzata di regole sociali e politiche hanno interferito e modificato culturalmente, socialmente e linguisticamente gli abitanti della regione contribuendo al risultato vivente e differenziato dei Naxi e dei Mosuo odierni.

### Apporti culturali e religiosi
Per quanto concerne la tradizione religiosa Dongba, essa viene fatta comunemente coincidere con l'insieme di rituali, credenze e tradizioni che oggi sono ancora viventi presso i centri e i villaggi Naxi, e contemporaneamente il nome Dongba, usato nell'accezione di tradizione religiosa, sembrerebbe essere generalizzato ed universalizzato per indicare la tradizione religiosa della regione di Lijiang in toto, così come sembra comunemente accettato che la tradizione Dongba possa essere considerata come un "prodotto" o un'espressione della cultura Naxi.
Entrambe le accezioni attribuite al termine Dongba sembrano essere verosimili solo dopo la precisa definizione di alcuni fattori storici, culturali e cronologici, tra i quali:
- uno studio adeguato del panorama e della storia delle occupazioni umane nella regione di Lijiang,

- analisi dei processi storici, antropologici e culturali che hanno portato alla genesi dell'etnia Naxi,
- la storia delle culture umane che potrebbero essere definite come matrice proto-Naxi agli antenati dell'etnia Naxi attuale,
- lo studio comparato dell'etnia Naxi con il popolo Moso, analisi dedicata alla maggior comprensione dei fattori che hanno portato alla differenziazione dei due gruppi umani geograficamente adiacenti e dalle origini comuni, che condividono numerosi aspetti culturali
- lo studio delle nomenclature reali e delle genealogie reperibili dai manoscritti Dongba, testi rituali dedicati alla narrazione apotropaica della genesi dell'universo e del proprio popolo, questo per la deduzione e la comprensione del variegato mosaico intertribale che dovette caratterizzare l'antica storia di Lijiang e di tutto lo Yunnan nord-occidentale

Così come la storia antica del popolo Naxi odierno, appare caratterizzata e descrivibile come un susseguirsi di apporti culturali ed umani multietnici eterogenei, stratificatisi ed omogeneizzatisi diversamente, in successione e gradualmente nel corso dei secoli della storia fino alla "produzione" di quello "che oggi è la minoranza etnica Naxi di Lijiang", la cui multiculturalità è fenomeno evidentissimo ed è stata una delle principali motivazioni per l'inserimento della città e della regione di Lijiang all'interno dell'elenco dei siti ritenuti dall'UNESCO come Patrimonio dell'umanità, una multicultura che traspare in ogni manifestazione ed espressione del popolo Naxi, come nell'architettura, nella musica, nella pittura, addirittura nella stessa lingua, così allora potrebbe essere considerata, se intesa come espressione religiosa propria del popolo Naxi, la tradizione Dongba: la stratificazione, rarefazione ed amalgamazione di più fattori, credenze religiose, oracolari, filosofiche e di arte religiosa.

## Origine della tradizione religiosa Dongba
L'analisi dei rituali, dei principi basilari e delle credenze, delle divinità, semidivinità e demoni che caratterizzano la tradizione Dongba evince strettissimi legami con l'antica tradizione Bon prebuddista tibetana, che costituì una sorta di sfondo sul quale si fusero ulteriori elementi filosofico-religiosi. Le "inclusioni " furono di tre principali origini:
- elementi delle tradizioni sciamaniche delle tribù e dei clan autoctoni della regione di Lijiang; i Naxi non sono considerati gruppo umano e cultura autoctona di Lijiang, dove emigrarono probabilmente nel I secolo a.C.;
- elementi della tradizione Buddista tibetana
- elementi delle tradizioni cinesi, confuciana e taoista

Come accennato precedentemente, la stratificazione ed amalgamazione dei vari contributi delle diverse tradizioni sciamanico-religiose hanno prodotto quanto oggi è conosciuto come tradizione Dongba, anche se tuttavia quanto oggi sopravvive di tale fomento sciamanico religioso è stato ampiamente filtrato ed alterato dagli eventi storici tardo-medioevali, moderni e contemporanei, così come è plausibile ipotizzare che la tradizione religiosa chiamata Dongba non fosse né l'unica tradizione sciamanica presente nella regione di Lijiang.
I Dongba, infatti, non possono essere considerati gli unici sciamani e/o sacerdoti della regione, così come dimostrato dalla presenza di molteplici pittogrammi d'iconografia e pronuncia diversa all'interno del corpus manoscritto.

### Dongba e Ssanii: preti, sciamani di Lijiang
Nella stessa lingua naxi, con il termine Dongba si intende il significato di "saggio", "colui che ha la conoscenza", ed in accezione puramente religiosa "prete", e questo per distinguere i Dongba da un'altra figura specializzata nei rituali religiosi detta Ssanii, parola il cui significato viene fatto coincidere con il concetto di sciamano, e che indica quelle persone capaci di comunicare con l'aldilà, investite di questa dote da Dio, che permette loro d'interagire con il mondo degli spiriti.
Il significato della parola Dongba sembra invece sottolineare la caratteristica di saggezza e di conoscenza acquisita dopo un lungo periodo di addestramento, che conferisce ai "preti" Naxi l'abilità e la padronanza dei manoscritti e dei complessi rituali della tradizione locale.
Questa convivenza di più figure interagenti nello stesso campo d'azione è un ulteriore esempio palese della già palese multi-culturalità dei Naxi e della regione di Lijiang.
La compresenza e coesistenza di più tradizioni religiose è visibile anche nell'arte sacra di Lijiang, più precisamente nell'iconografia ed iconologia "ibrida" dei Tanka Dongba, nella produzione di piccole tavolette lignee dipinte a scopo rituale, e nel ciclo di affreschi di Baisha, probabilmente da considerarsi il sommo capolavoro della pittura muraria sacra Naxi.